# Ergolz
L'Ergolz est une rivière de Suisse, et un affluent du Rhin.

## Parcours
L'Ergolz prend sa source dans le massif du Jura, précisément dans le Geissflue près de Rohr, traverse l'ensemble du canton de Bâle-Campagne (dont elle est le plus grand cours d'eau) pour se jeter dans le Rhin à la hauteur d'Augst.

## Histoire
À l'époque romaine, la rivière alimentait en eau potable la ville de Augusta Raurica via un aqueduc situé approximativement à la hauteur actuelle de Liestal. Cet aqueduc est encore visible de nos jours à Liestal ainsi que près de la station d'épuration de Füllinsdorf.
Dès le XIVe siècle, de nombreux moulins et scieries sont construits sur le fil de l'Ergolz, parfois transformés au XIXe siècle en filatures.
Pendant le XXe siècle le taux de pollution de l'Ergolz est allé croissant jusqu'à la construction, en 1960, de plusieurs stations d'épurations sur son cours.

## Affluents
Les affluents de l'Ergolz sont les ruisseaux Eibach, Homburgerbach, Diegterbach, Hintere- et Vordere- Frenke, Orisbach, Röserenbach et Violenbach.

## Sources
- (de) Cet article est partiellement ou en totalité issu de l’article de Wikipédia en allemand intitulé « Ergolz » (voir la liste des auteurs).
- « Ergolz » dans le Dictionnaire historique de la Suisse en ligne.